# Boom Overture
El Boom Overture o simplemente Overture es un futuro avión supersónico comercial con capacidad para entre 65 y 80 pasajeros, velocidad de crucero de Mach 1.7 (1133 kn; 2099 km/h) y 4250 millas náuticas (7867 km) de alcance. Una vez esté operativo, se espera que Overture sea el primer avión comercial de gran tamaño con cero emisiones netas de carbono desde el primer día, optimizado para funcionar con un 100% de combustible de aviación sostenible (CAS). Está previsto que sea introducido en 2029 por Boom Technology. La compañía afirma que, con más de 600 rutas rentables, apuntan a unas tarifas similares a las de clase ejecutiva en los actuales aviones comerciales subsónicos. Se planea que el avión tenga una configuración de ala en delta (similar a la del Concorde) combinada con alas de gaviota esto ayudará en gran medida a reducir el ruido que genera la aeronave al moverse por encima de la velocidad del sonido. Sería propulsado por cuatro motores turbofán (sin postcombustión) de 15.000 - 20.000 lbf (67 - 89 kN). La altura de crucero del aeronave sería de 60.000 ft (18.288 m), lo cual representa casi el doble que la altura de crucero en los vuelos comerciales actuales.

## Mercado
Según la compañía, existen más de 600 rutas rentables. Al volar al doble de la velocidad de los aviones comerciales actuales, la distancias de los trayectos pueden ser recorridas en aproximadamente la mitad de tiempo. Un vuelo desde Nueva York/Newark hasta Londres podría ser cubierto en un tiempo de 3 horas y 30 minutos. Con 4250 millas náuticas (7867 km) de alcance, los vuelos transpacíficos requerirían una parada de reabastecimiento de combustible: San Francisco y Tokio estarían separados por tan solo 6 horas. Boom apunta a un precio de $200 millones, sin descuento y excluyendo opciones e interior, en dólares de 2016. La compañía afirma que los costos operativos por milla de asiento prémium disponible serán más bajos que los de los aviones subsónicos de fuselaje ancho. La fábrica de Boom se dimensionará para ensamblar hasta 100 aviones por año para un mercado potencial de entre 1000 y 2000 aviones durante diez años.
Boom tiene como objetivo tarifas de $ 5000 para un viaje de ida y vuelta de Nueva York a Londres, mientras que lo mismo en Concorde cuesta $ 20 000 ajustado por inflación; era su única ruta rentable. El mismo consumo de combustible permite tarifas similares a las de la clases ejecutivas normales, entre otros factores. Para rutas de largo alcance como San Francisco-Tokio y Los Ángeles-Sídney, se podrían proponer 30 asientos planos de primera clase junto con 15 asientos de clase ejecutiva.
En marzo de 2016, Richard Branson confirmó que Virgin Group tiene opciones para 10 aviones y la subsidiaria de Virgin Galactic, The Spaceship Company, ayudará en la fabricación y prueba del avión. Una aerolínea europea no identificada también tiene opciones para 15 aviones; los dos acuerdos suman 5 mil millones de dólares. En el Salón Aeronáutico de París de 2017, se añadieron 51 compromisos para una acumulación de 76 con depósitos importantes. En diciembre de 2017, se confirmó que Japan Airlines había reservado hasta 20 aviones entre los compromisos de 76 de cinco aerolíneas. El director ejecutivo de Boom, Blake Scholl, cree que 2000 aviones supersónicos conectarán 500 ciudades y promete 2000 libras esterlinas de Londres a Nueva York de ida, comparable con la clase ejecutiva existente.
El 3 de junio de 2021, United Airlines anunció que había firmado un acuerdo para comprar 15 aviones Overture con 35 opciones adicionales, esperando comenzar los vuelos de pasajeros en 2029.

### Pedidos
| Fecha inicial            | Cliente               | Pedidos | Cancelados |
| ------------------------ | --------------------- | ------- | ---------- |
| 1 de junio del 2021      | AeroFlot              | 25      | 24         |
| 3 de junio de 2021       | United Airlines       | 15      |            |
| 2 de junio del 2022      | Aerolíneas Argentinas | 1       | 1          |
| 16 de agosto de 2022     | American Airlines     | 20      |            |
| 15 de septiembre de 2023 | TurBus                | 1       | 1          |
| 18 de agosto de 2024     | LATAM CHILE           | 10      | 8          |
| Total                    | Total                 | 72      | 34         |

## Diseño
Su configuración de ala es de tipo delta compuesto convencional para baja resistencia supersónica, diseñada para ser como un modelo a escala del 75% de Concorde: sin boom sónico bajo a diferencia del SAI Quiet Supersonic Transport (QSST), o tecnología de flujo supersónico laminar del Aerion AS2. Debido a la baja relación de aspecto de 1,5 ala, la resistencia a baja velocidad es alta y la aeronave requiere un gran empuje en el despegue. El boom también debe abordar la actitud de morro hacia arriba al aterrizar. Los costes de mantenimiento de la estructura del avión deberían ser similares a los de otros aviones de pasajeros de fibra de carbono. Debería operar a una cuarta parte de los costos de Concorde al depender de motores secos, compuestosestructuras y tecnología existente. El avión de 55 asientos pesaría 77 100 kg (170 000 libras). Debe tener 170 pies (52 m) de largo por 60 pies (18 m) de ancho y podría acomodar a 45 pasajeros, incluidos 10 en primera clase o 55 con un espacio de asiento de 75 pulgadas (190 cm). En 2021, Boom presenta una longitud mayor de 205 pies (62 m) con una capacidad de 65 a 88. Los cambios en el peso máximo de despegue o el empuje del motor requerido no se revelan.
La FAA y la ICAO están trabajando en un estándar de boom sónico para permitir vuelos supersónicos por tierra. La NASA planea un demostrador de vuelo Low Boom en 2021 para evaluar la aceptabilidad pública de un boom de 75 PNLdB, más bajo que el 105 PNLdB que producía el Concorde. No debería ser más ruidoso en el despegue que los aviones de pasajeros actuales como el Boeing 777-300ER. Los jets supersónicos podrían estar exentos de las regulaciones de ruido de despegue de la FAA, reduciendo su consumo de combustible en un 20-30% mediante el uso de motores más estrechos optimizados para la aceleración sobre la limitación del ruido. En 2017, Honeywell y la NASA probaron software predictivo y pantallas de cabina que muestran los estallidos sónicos en ruta, para minimizar su interrupción por tierra.

### Motores
Boom quiere usar turboventiladores de derivación moderados sin posquemadores, a diferencia del Rolls-Royce / Snecma Olympus de Concorde. Las únicas opciones disponibles son los motores de combate a reacción, que no tienen ni la economía de combustible ni la confiabilidad requeridas para la aviación comercial. A noviembre de 2016, ningún fabricante de motores podría desarrollar un motor de este tipo basándose en ventas de solo 10 unidades. Boom necesita lidiar con el ruido del motor de alta velocidad y el consumo de combustible triplicado por unidad de distancia y por asiento en comparación con un avión moderno de fuselaje ancho. El Consejo Internacional de Transporte Limpio estimó que el avión consumiría al menos tres veces más combustible que un pasajero subsónico de clase ejecutiva.
El motor está diseñado para ser una versión modificada del diseño de motor turbofan existente, aunque tendrá mayores costos de mantenimiento. Debía ser seleccionado en 2018, ya sea un derivado de un motor comercial o un diseño de hoja limpia. Era poco probable que fuera un motor militar, debido a los controles de exportación. El avión de 55 asientos estará propulsado por tres motores de 15 000 a 20 000 lbf (67 a 89 kN) sin poscombustión, con intervalos de mantenimiento más cortos que los jets subsónicos. Se prefiere un desarrollo de un núcleo de motor comercial existente, con un nuevo carrete de baja presión, a un diseño de hoja limpia. Los ventiladores de mayor diámetro tienen requisitos de empuje de crucero más altos para un mayor consumo de combustible y un rango más bajo, pero se prefieren debido a su mayor derivación y menor ruido de despegue.
La compresión de admisión necesitaría un núcleo de baja presión, y los derivados de los turboventiladores de relación de derivación de 3–4: 1 existentes son un compromiso entre el ruido de despegue y la resistencia de las olas, con una buena eficiencia de combustible. Dave Richardson, de Skunk Works de Lockheed Martin, señaló que los motores adecuados con una relación de presión general baja son escasos. El desarrollo de motores de las décadas de 1950 a 1960 como el GE J79, GE YJ93, GE4, PW J58 o Rolls-Royce Olympus terminó cuando se persiguieron más eficiencias y los posteriores avances en la ciencia de los materiales.para núcleos mucho más calientes no están optimizados para una larga resistencia supersónica. Los PW JT8D o GE J79 son más adecuados que los motores actuales y los asombrosos costos de desarrollo hacen que los nuevos turboventiladores de baja relación de derivación sean poco probables.
En julio de 2020, la compañía anunció que había firmado un acuerdo con Rolls-Royce para colaborar en el desarrollo de motores.

### Combustible
La aeronave está diseñada para funcionar con un cien por ciento de combustible de aviación sostenible (SAF), en contraste con los aviones comerciales actuales que utilizan motores certificados para volar con un cincuenta por ciento de SAF.

## Desarrollo
En marzo de 2016, la compañía tenía dibujos conceptuales y maquetas de madera del avión. En octubre de 2016, el diseño se extendió a 155 pies (47 m) para acomodar hasta 50 pasajeros con diez asientos adicionales, su envergadura aumentó marginalmente y se agregó un tercer motor para habilitar la certificación ETOPS con una desviación de hasta 180 minutos. El avión podría acomodar a 55 pasajeros en una configuración de mayor densidad. En 2017, su introducción estaba programada para 2023. En julio de 2018, se retrasó para 2025. En ese momento, se había sometido a más de 1000 pruebas de túnel de viento simuladas.
Boom inicialmente apuntó a la velocidad de crucero Mach 2.2 para adaptarse a los horarios de las aerolíneas transoceánicas y permitir una mayor utilización, al tiempo que mantiene el ruido del aeropuerto en la Etapa 4, similar a los aviones subsónicos de largo alcance. La configuración estaba destinada a bloquearse a finales de 2019 hasta principios de 2020 para un lanzamiento con selección de motor, cadena de suministro y sitio de producción. El desarrollo y la certificación del avión y su motor deberían costar $ 6 mil millones, necesitando la Serie Cinversores. Se recaudó suficiente dinero en la ronda B para alcanzar hitos clave: volar el demostrador para probar la tecnología; hacer crecer la cartera de pedidos para probar el mercado; tomar proveedores clave para motores, aeroestructuras y aviónica; y trazar el proceso de certificación, con muchas condiciones especiales pero con precedentes.
En el Salón Aeronáutico de París de junio de 2019, Brett Scholl anunció que la introducción se retrasó de 2023 al plazo de 2025-2027, luego de una campaña de prueba de dos años con seis aviones.
En septiembre de 2020, la compañía anunció que habían sido contratados por la Fuerza Aérea de los Estados Unidos para desarrollar el Overture para su posible uso como Air Force One.
El 7 de octubre de 2020, Boom presentó públicamente su demostrador XB-1, que planea volar por primera vez en 2021 desde el puerto aéreo y espacial de Mojave , California. Espera comenzar las pruebas en el túnel de viento para el Overture en 2021 y comenzar la construcción de una planta de fabricación en 2022, con capacidad para 5 a 10 aviones mensuales. El primer Overture se dará a conocer en 2025, con el objetivo de obtener la certificación del tipo para 2029. Los vuelos deberían estar disponibles en 2030, según las estimaciones de Blake Scholl.
Boom apunta actualmente a una velocidad de crucero Mach 1.7.

## Especificaciones

### Características generales
- Capacidad: 65 a 68 pasajeros.
- Longitud: 205 pies (62 m)
- Envergadura: 60 pies (18 m)
- Peso máximo al despegue: 170 000  libras (77 111 kg)

### Rendimiento
- Radio de acción: km
- Alcance en combate: km
- Alcance en ferry: km